# Skylar Fields
Skylar Fields (17 febbraio 2001) è una pallavolista statunitense, opposto della LOVB Salt Lake.

## Caratteristiche tecniche
Gioca principalmente nel ruolo di opposto, ma può essere impiegata anche come schiacciatrice.

## Carriera

### Club
La carriera di Skylar Fields inizia nei tornei scolastici del Texas, giocando per la Ridge Point HS. In seguito disputa la lega universitaria NCAA Division I prima con la Texas (2019-2021), disputando una finale per il titolo nazionale, e poi con la Southern California (2022-2023); nel corso di tutta la sua carriera universitaria colleziona anche alcuni riconoscimenti individuali.
Nel dicembre 2023, appena conclusi gli impegni con la sua università, firma il suo primo contratto da professionista in Italia, disputando quel che resta dell'annata in Serie A1 con la UYBA; lasciata la formazione bustocca, partecipa alla Pro Volleyball Federation 2024, ingaggiata dalle Orlando Valkyries, e alla prima edizione della League One Volleyball con la LOVB Salt Lake.

### Nazionale
Fa parte della nazionale statunitense under 18 che si aggiudica la medaglia d'argento al campionato nordamericano 2016 e partecipa al campionato mondiale 2017; con l'under 20, invece, vince l'oro al campionato nordamericano 2018 e partecipa al campionato mondiale 2019.

## Palmarès

### Nazionale (competizioni minori)
- Campionato nordamericano under 18 2016
- Campionato nordamericano under 20 2018

### Premi individuali
- 2021 - All-America Third Team
- 2021 - NCAA Division I: Austin Regional All-Tournament Team
- 2022 - All-America First Team
- 2023 - All-America First Team